# Oxira henrici
Oxira henrici är en fjärilsart som beskrevs av Corti och Max Wilhelm Karl Draudt 1933. Oxira henrici ingår i släktet Oxira och familjen nattflyn. Inga underarter finns listade i Catalogue of Life.